# Айшварія Рай
Айшварія Рай Баччан (тулу ಐಶ್ವರ್ಯ ರೈ [əjɕʋərjaː rəj], гінді ऐश्वर्या राय, англ. Aishwarya Rai Bachchan; нар. 1 листопада 1973 року, Мангалуру, Карнатака, Індія) — індійська фотомодель і акторка, знімається в основному у фільмах на гінді. Переможниця конкурсу «Міс світу» 1994 року. У 2009 році отримала четверту за величиною державну нагороду Індії Падма Шрі. Офіцер французького ордена мистецтв і літератури з 2012 року.

## Життєпис
Народилася в сім'ї офіцера торгового флоту Крішнараджа Рая і письменниці Врінди Рай. Старший брат — інженер торгового флоту Адітья, продюсер фільму «Сердечна прихильність». Рідна мова Айшварії — тулу, також володіє англійською, гінді, маратхі і тамільською мовами. У дитинстві вчилася класичної музики і танців. У ранньому віці з родиною переїхала в Бомбей, де відвідувала Arya Vidya Mandir high school в передмісті Сантакруз. Після закінчення Ruparel College (до нього рік провчилася в Jai Hind College) вступила до університету, де почала вивчати архітектуру, але потім стала моделлю. У 1994 році перемогла на конкурсі «Міс Світу». Після брала участь в рекламній кампанії Pepsi, знімалася для журналу Vogue.

## Кар'єра в кіно
Першою роллю Айшварії в кіно був добре зустрінутий критиками тамільський фільм «Тандем» 1997 року, де вона виконала подвійну роль: сільську красуню і актрису. Однак її боллівудський дебют, «Закоханий самозванець», де вона зіграла разом з тоді ще популярним Боббі Деол. Незважаючи на це, Айшварію нагородили премією Star Screen Award як багатообіцяючого новачка.
У 1998 році вийшов тамільський фільм «Невинна брехня». У наступному році вийшов фільм «Навіки твоя», з партнером по якому, Салманом Ханом, Рай почала зустрічатися. Її героїня Нандіні, гуджаратка, яка змушена вступити в шлюб, попри те, що кохає іншого чоловіка. За цю роль акторка удостоїлася першої Filmfare Award за кращу жіночу роль. У тому ж році вийшов фільм «Ритми любові», де вона зіграла співачку. Фільм мав комерційний успіх. У 2000 році вийшли фільми «Розум і почуття» і «Азарт любові», у якому вона вперше знялася разом з Шахруха Ханом. Обидва мали комерційний успіх і заробили похвали критики. Інший фільм того ж року, «Кілька слів про любов», де вона зіграла з початківцем Абхишеком Баччаном, провалився в прокаті. У фільмі «Девдас» Санджая Ліли Бхансалі, що вийшов в 2002 році, втілила головну героїню Парваті, за що отримала другу нагороду Filmfare.
У 2003 році Айшварія Рай входила журі Каннського кінофестивалю. Тоді ж уклала рекламний контракт з L'Oreal, взяла участь в рекламних кампаніях Coca-Cola і De Beers.
Що вийшов в 2004 році фільм «Ну що, закохався?», де вона зіграла разом Вівек Оберой, провалився в прокаті. У тому ж році дебютувала в фільмі «Наречена і забобони», який мав комерційний успіх. Через рік вийшов фільм «Принцеса спецій», другий її проєкт на заході, який, однак, провалився в прокаті. Єдиним успішним проєктом 2005 року став Item-номер «Kajra Re» у фільмі «Банті і Баблі». У 2006 році Айшварія зіграла злодійку, яка допомагає поліції зловити невловимого злочинця, у фільмі «Байкери 2: Справжні почуття», який став найкасовішим фільмом року [13].
У 2009 році знялася в голлівудській комедії «Рожева пантера 2», де втілила експертку з кримінології. У 2010 році вийшли два фільми «Робот» і «Демон», які стали для неї довгоочікуваним поверненням в тамільський кінематограф. У фільмі «Робот» вона зіграла Сану, в яку був закоханий розумний робот Читти. Обидва фільми мали комерційний успіх, на відміну від гіндімовної версії «Демона» під назвою «Злодій», де Айшварія повторила свою роль і яка провалилася в прокаті. Також в прокаті провалився фільм «Молитва», де вона знову зіграла разом з Ритик Рошаном, хоча критика дала йому позитивну оцінку. У 2011 році Айшварія була обрана на головну роль у фільмі «Героїня», але через її вагітність роль відійшла Карині Капур [14] [15].
У 2015 році Айшварія повернулася на екрани після 5-річної перерви у фільмі «Взаємне тяжіння», ремейку корейського фільму «Сім днів», у якому вона вперше виступила в якості продюсерки. У 2016 році з її участю вийшли два фільми: «Сарбжіт» і «Справи сердечні», у якому вона зіграла одружену поетесу, яка закохалася в головного героя. У 2017 році приступила до зйомок кінострічки Fanney Khan за участю Анила Капура і Раджкумара Рао [16].
Завдяки знанню мов Айшварія брала участь у фільмах бенгальською, тамільською, англійською мовами. Вона також була запрошена зіграти в парі з Бредом Піттом у фільмі «Троя», але відмовилася від ролі [17]. Айшварія Рай — перша індійська жінка, чия воскова фігура представлена в музеї мадам Тюссо.

## Особисте життя
Кілька років зустрічалася з Салманом Ханом. Після вони розлучилися. Через деякий час почала зустрічатися з актором Вівек Оберой. 14 січня 2007 року оголосила про заручини з актором Абхишеком Баччаном, сином відомого актора Амитабха Баччана. 20 квітня того ж року одружилася з ним. 16 листопада 2011 року Айшварія Рай в одній з клінік Мумбаї народила дочку Аарадхію Баччан.

## Фільмографія
| Рік  |   | Українська назва                     | Оригінальна назва         | Роль                    |
| ---- | - | ------------------------------------ | ------------------------- | ----------------------- |
| 1997 | ф | Дует                                 | Iruvar                    | Пушпа / Калпана         |
| 1997 | ф | І вони покохали один одного          | Aur Pyaar Ho Gaya         | Аші Капур               |
| 1998 | ф | Невинна брехня                       | Jeans                     | Мадхуміта / Вайшнаві    |
| 1999 | ф | Давай повернемося: Повернення додому | Aa Ab Laut Chalen         | Пуджа                   |
| 1999 | ф | Навіки твоя                          | Hum Dil De Chuke Sanam    | Нандіні                 |
| 1999 | ф | Ритми любові                         | Taal                      | Мансі                   |
| 1999 | ф | Ravoyi Chandamama                    | Ravoyi Chandamama         | Сонія                   |
| 2000 | ф | Рокове свято                         | Mela                      | Чампакалі               |
| 2000 | ф | Розум і почуття                      | Kandukondain Kandukondain | Мінакші                 |
| 2000 | ф | Азарт кохання                        | Josh                      | Шірлі                   |
| 2000 | ф | Моє серце — для тебе!                | Hamara Dil Aapke Paas Hai | Пріті Вайс              |
| 2000 | ф | Кілька слів про кохання              | Dhaai Akshar Prem Ke      | 'Сахіба гаревал         |
| 2000 | ф | Закохані                             | Mohabbatein               | Мекха                   |
| 2000 | ф | Голос серця                          | Sanam Tere Hain Hum       | Сонія                   |
| 2001 | ф | Острів кохання                       | Albela                    | Соня                    |
| 2002 | ф | Девдас                               | Devdas                    | Парваті                 |
| 2002 | ф | Єдина                                | Dushman                   | Соня (Найна)            |
| 2002 | ф | Нас не догонять                      | Pyaar To Hona Hi Tha      | Санжана                 |
| 2002 | ф | Мученики, 23 березня 1931            | 23rd March 1931: Shaheed  | запрошена зірка         |
| 2002 | ф | Повернути сина                       | Shakthi: The Power        | дівчина-мрія            |
| 2003 | ф | Сердечна прихильність                | Dil Ka Rishta             | Тія Шарма               |
| 2003 | ф | Піщинка                              | Chokher Bali              | Бінодіні                |
| 2003 | ф | Лід на душі                          | Kuch Naa Kaho             | Намрата Шрівастав       |
| 2004 | ф | Обов’язок понад усе                  | Khakee                    | Махалаксшмі             |
| 2004 | ф | Зустріч під дощем                    | Raincoat                  | Нірджа «Ніру»           |
| 2004 | ф | Ну що, закохався?                    | Kyun!Ho Gaya Na           | Дійя Малотра            |
| 2004 | ф | Наречена і забобони                  | Bride & Prejudice         | Лаліта Бакші            |
| 2005 | ф | Сум'яття почуттів                    | Shabd                     | Антара Вашіст / Таммана |
| 2005 | ф | Банті і Баблі                        | Bunty Aur Babli           | Запрошена зірка         |
| 2005 | ф | Принцеса спецій                      | Mistress of Spices        | Тіло                    |
| 2006 | ф | Спровокована                         | Provoked: A True Story    | Кіранджіт Алувалія      |
| 2006 | ф | Красуня Лакнау                       | Umrao Jaan                | Аміран, Умрао           |
| 2006 | ф | Байкери 2: Справжні почуття          | Dhoom:2                   | Сунехрі                 |
| 2007 | ф | Гуру: Шлях до успіху                 | Guru                      | Суджата                 |
| 2007 | ф | Останній легіон                      | The Last Legion           | Міра                    |
| 2007 | ф | Journey Across India                 | Journey Across India      | Мумтаз Махал            |
| 2008 | ф | Джодха та Акбар                      | Jodhaa Akbar              | Джодха Бай              |
| 2008 | ф | Саркар Радж                          | Sarkar Raj                | Анита Раджан            |
| 2009 | ф | Рожева пантера 2                     | The Pink Panther 2        | Соня                    |
| 2010 | ф | Злодій                               | Raavan                    | Рагіні Субраманіям      |
| 2010 | ф | Демон                                | Raavanan                  | Рагіні Субраманіям      |
| 2010 | ф | Робот                                | Enthiran                  | Сана                    |
| 2010 | ф | Благання                             | Guzaarish                 | Софія Де'Суза           |
| 2010 | ф | Переграти долю                       | Action Replayy            | Мала Малотра            |